# 约瑟夫·德西蒙尼
约瑟夫·德西蒙尼（Joseph M. DeSimone，1964年5月16日—），美国化学工程师，2008年勒梅尔森奖（Lemelson-MIT Prize）得主。他是北卡罗来纳大学教堂山分校的 Chancellor's Eminent 化学教授和北卡罗来纳州立大学的 William R. Kenan, Jr. Distinguished 化工教授。